# Eugen Doga
Eugen Doga, rusifikovaně též Jevgenij Doga (1. března 1937 Mocra – 3. června 2025) byl moldavský hudební skladatel. Proslavil se jako autor filmové hudby, především pro sovětské filmy Emila Loteana, nejznámější z nich je snímek Cikáni jdou do nebe, ale vytvořil hudbu i k dalším Loteanovým snímkům (Šumaři, Drama na lovu, Anna Pavlovova). Oblíbenou se stala i jeho hudba k rumunskému dětskému filmu Maria, Mirabella. Po roce 1989 píše hudbu k rumunským i ruským filmům (Vesegonskaja volčica, Hříšní apoštolové lásky). Je znám také jako autor zahajovacího a závěrečného ceremoniálu olympijských her v Moskvě roku 1980. Napsal též tři balety, jednu symfonii a jednu operu. V roce 1987 získal titul Národní umělec Sovětského svazu. Patřil k podporovatelům sjednocení Moldavska a Rumunska.
Eugen Doga zemřel 3. června 2025 ve věku 89 let na srdeční selhání způsobené onkologickým onemocněním.